# Ryoichi Kurisawa
Ryoichi Kurisawa (Chiba, 5 september 1982) is een Japans voetballer.

## Carrière
Ryoichi Kurisawa speelde tussen 2004 en 2008 voor FC Tokyo. Hij tekende in 2008 bij Kashiwa Reysol.